# World in Motion (음반)
《World in Motion》은 1989년 6월 6일에 발매된 미국의 싱어송라이터 잭슨 브라운의 아홉 번째 스튜디오 음반이다. 이 음반은 빌보드 200에서 45위로 정점을 찍었고 골드 또는 플래티넘 지위를 얻지 못한 브라운의 첫 번째 음반이었다. 이 음반은 완성하는데 3년이 걸렸고 올리버 노스와 함께 이란-콘트라 사건을 불러온 비핵화와 "비밀" 정부에 대해 진술했다.

## 반응
| 전문가 평가                   | 전문가 평가 |
| 평가 점수                     | 평가 점수   |
| 출처                          | 점수        |
| ----------------------------- | ----------- |
| Allmusic                      | [ 2 ]       |
| Robert Christgau              | (B)         |
| Rolling Stone Record Guide    | [ 4 ]       |
| Encyclopedia of Popular Music | [ 5 ]       |

《World in Motion》에 대한 비평가들의 평은 미지근했다. 음악 평론가 윌리엄 룰만은 "침울한 관점을 제외하고, 모든 논평 중 그의 첫 몇 장의 음반 중 잭슨 브라운을 인정하기 어려웠고, 비록 당신이 그의 전반적인 정치적 입장에 동의한다고 할지라도, 그것은 실망스러운 것이었다"라고 썼다. 평론가 로버트 크리스트가우는 최고의 곡들은 브라운이 작곡하지 않은 곡들이라고 논평했다. 《롤링 스톤》은 "스티븐 밴 잰트의 〈I Am a Patriot〉는 브라운의 3부작 항의 음반에서 진정으로 기억에 남는 유일한 곡이다"라고 썼다.
《캐시박스》는 타이틀곡에 대해 "진부한 (스콧 서스턴과 아티스트의) 80년대 후반 제작과 너무 문자적인 정치적인 가사로 인해 보니 보니 랫의 따뜻한 존재에도 불구하고 이 AOR 강조 트랙을 견뎌내기 위한 투쟁으로 만든다"고 말했다.

## 곡 목록
모든 곡들은 특별한 언급이 없는 한 잭슨 브라운에 의해 작사/작곡하였다.
| #   | 제목                              | 작사·작곡                                | 재생 시간 |
| --- | --------------------------------- | ---------------------------------------- | --------- |
| 1.  | 〈World in Motion〉               | 브라운, 크레이그 도어지                  | 4:24      |
| 2.  | 〈Enough of the Night〉           |                                          | 4:54      |
| 3.  | 〈Chasing You into the Light〉    |                                          | 4:16      |
| 4.  | 〈How Long〉                      |                                          | 6:10      |
| 5.  | 〈Anything Can Happen〉           |                                          | 5:05      |
| 6.  | 〈When the Stone Begins to Turn〉 |                                          | 4:48      |
| 7.  | 〈The Word Justice〉              | 브라운, 스콧 서스턴                      | 4:18      |
| 8.  | 〈My Personal Revenge〉           | 토마스 보르헤, 루이스 엔리케 메히아 고도 | 4:02      |
| 9.  | 〈I Am a Patriot〉                | 스티븐 밴 잰트                           | 4:02      |
| 10. | 〈Lights and Virtues〉            |                                          | 4:53      |